# Srečko Logar
Srečko Logar, slovenski učitelj, muzealec in član organizacije TIGR, * 31. december 1909, Idrija, † 1988.

## Življenje in delo
Ljudsko šolo in tri razrede gimnazije je obiskoval v rojstnem kraju, tri razrede učiteljišča v Tolminu, študij na učiteljišču pa končal v Gorici ter leta 1928 maturiral v Vidmu. Ker je bil že kot dijak aktiven v protifašističnem gibanju v Italiji po končanem šolanju ni dobil zaposlitve. Kot dijak tolminskega učiteljišča je bil predsednik ilegalnega krožka, ki je učencem osnovnih šol razdeljeval slovenska šolska berila in organiziral ter dajal navodila dekletom, ki so v Volarjih, Volčah, Zatolminu in Žabčah organizirala pouk v slovenskem jeziku. Po ovadbi ga je fašistična oblast kaznovala tako, da ga je izključila iz učiteljišča, ga izgnala iz Tolmina ter mu prepovedala šolanje na vseh srednjih šolah v Italiji. Ko so oblasti ugotovile, da se je izkazal kot vodič fašističnih oblastnikov v Dantejevo jamo, mu je ravnatelj učiteljišča v Gorici dovolil nadaljevanje šolanja. V času ko je živel v Gorici mu je Zmago Krašna priskrbel občasno delo v dopisništvu časnika Edinost in pri Zvezi prosvetnih društev. V tem času je v zaledju Gorice organiziral distribucijo knjig Goriške matice in drugega prepovedanega tiska, organiziral izlete članov Prosvetnih društev na Tiselj, Fajtji hrib, Trnovski gozd in drugam kjer so imeli tajna zborovanja. Bil je tudi član izvršnega odbora organizacije TIGR za Goriško. Zaradi protifašistične dejavnosti, ga je policija 10. avgusta 1930 aretirala. Pred posebnim sodiščem za zaščito države je bil 6. decembra 1931 v Rimu obsojen na 8 let zapora. Kazen mu je bila zaradi mladosti znižana na 4 leta, po amnestiji pa se je 1932 vrnil domov ter takoj nato pobegnil v Kraljevino Jugoslavijo. Tu se je najprej zaposlil v šoli v Ponovičah ter do kapitulacije Jugoslavije poučeval še na drugih šolah. Po zasedbi Štajerske je bil najprej premeščen za učitelja v Marenberg (sedaj Radlje ob Dravi), nato pa ga je gestapo poslal na prisilni delo v Tretji rajh. Pred koncem vojne se mu je posrečilo priti na Jesenice, kasneje pa se je zaposlil na Golniku. Tu je sodeloval z narodnoosvobodilno borbo. Po osvoboditvi je bil referent za prosveto v Idriji, za dijaške domove v Ajdovščini ter ponovno za prosveto v Idriji, v letih 1949−1969 pa je ravnatelj Mestnega muzeja Idrija. Upokojil se je leta 1968 zaradi bolezni.

## Nagrade in priznanja
- 1972: Valvasorjeva nagrada za življenjsko delo[2]